# اچ‌ام‌اس آنتلوپ (۱۷۸۴)
اچ‌ام‌اس آنتلوپ (۱۷۸۴) (به انگلیسی: HMS Antelope (1784)) یک کشتی بود.